# Plavecké Podhradie
Plavecké Podhradie (Hongaars:Detrekőváralja) is een Slowaakse gemeente in de regio Bratislava, en maakt deel uit van het district Malacky.
Plavecké Podhradie telt 696 inwoners.